# Monocromador

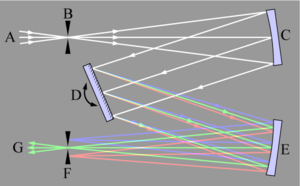
Monocromador Czerny-Turner

Un monocromador és un dispositiu que permet d'obtenir una radiació electromagnètica monocromàtica, és a dir, d'una sola longitud d'ona. Els monocromadors estan formats generalment per làmines cristal·lines planes o corbes, o bé prismes, i són utilitzats en espectroscòpia per tal de seleccionar radiacions monocromàtiques de longitud d'ona coneguda.
En el monocromador Czerny-Turner, la llum policromàtica (A) es focalitza per una ranura (B) i és col·limada per un mirall còncau (C). El raig col·limat és difractat per una xarxa de difracció giratòria (D) que dispersa la llum, la qual torna a ser focalitzada per un segon mirall còncau (E) i surt per una altra ranura (F). Com s'observa en la figura, cada longitud d'ona es focalitza en una posició diferent. La llum monocromàtica elegida s'obté girant la xarxa de difracció de manera que es focalitzi sobre la ranura (F) i pugui sortir-ne (G).